# La Madone Colonna
La Madone Colonna (en italien : Madonna Colonna)  est une peinture religieuse de Raphaël. Le tableau est actuellement exposé à la Gemäldegalerie de Berlin.

## Histoire
Datant de 1507/1508 environ, La Madonna Colonna, est  formellement attribuée à Raphaël et date de la fin de sa présence à Florence.
Son titre (Madonna Colonna) est dû au fait qu'elle fut détenue par la famille Colonna.
Le tableau était possédé par Salviati et faisait partie de la collection de la duchesse Maria Colonna Lante della Rovere jusqu'en 1827 quand il fut cédé au Musée Royal de Berlin.

## Composition
Conformément à l'iconographie chrétienne Madonna leggente, le tableau représente Marie, un livre à la main et tenant dans ses bras, l'Enfant Jésus.
La Vierge est présentée assise, tenant un livre de la main gauche et regardant tendrement l'Enfant sur les genoux. La main droite de l'enfant est agrippée au décolleté de la Vierge (un autre point commun à plusieurs autres œuvres similaires du peintre), sa main gauche posée sur son épaule et le regard dirigé vers le spectateur. L'arrière-plan représente un bois avec des collines et le ciel dans le lointain.

## Analyse
Pour Hubert Du Manoir, le geste de Jésus, la main dans le corsage, et celui de sa mère se détournant de la lecture de son livre, annonce la séance d'allaitement, une autre pose chère à l'iconographie chrétienne dite Madonna del latte, scènes définissant clairement l'humanité des protagonistes.